# Leptodactylus discodactylus
Leptodactylus discodactylus é uma espécie de anfíbio da família Leptodactylidae. Pode ser encontrada na Bolívia, Peru, Equador, Brasil e Colômbia.